# Spartacus (film)
Spartacus er en amerikansk film fra 1960, instrueret af Stanley Kubrick og baseret på Howard Fasts roman af samme navn, inspireret af den historiske Spartacus og hans slaveoprør mod romerne under den Tredje Slavekrig . 
Spartacus bliver i filmen spillet af Kirk Douglas og er en af hans mest berømte roller. I andre af filmens store roller medvirker Laurence Olivier og Peter Ustinov.

## Handling
Filmen handler om den berømte Spartacus (Kirk Douglas), som er slave – gladiator – og ledte et stort slaveoprør mod romerne. Slavernes ville flygte fra Italien og vende tilbage til deres hjemegn eller bare væk fra slavetilværelsen og opnå frihed.

## I am Spartacus!
Filmens mest kendte scene: slaverne er blevet fanget, og romerne beder dem udpege Spartacus, mod at romerne skåner deres liv. I stedet rejser hver enkelt slave sig op, og erklærer at være Spartacus med udråbet "I am Spartacus". De vil dele skæbne med Spartacus.
Scenen er ofte blevet parodieret. Mest kendt i Monty Python's Life of Brian. Brian er i en gruppe, som skal korsfæstes, og da en vagt kommer for at løslade Brian og spørger, hvem han er, råber alle fangerne "I am Brian".